# Igor Ojiganov
Igor Olegovitch Ojiganov - en russe : Игорь Олегович Ожиганов et en anglais : Igor Ozhiganov - (né le 13 octobre 1992 à Krasnogorsk en Russie) est un joueur professionnel russe de hockey sur glace. Il évolue au poste de défenseur. Il a épousé sa compatriote la gymnaste Aleksandra Merkoulova en 2016.

## Biographie

### Carrière en club
En 2009, il débute dans la Molodiojnaïa Hokkeïnaïa Liga avec la Krasnaïa Armia, l'équipe MHL du HK CSKA Moscou. Le 1er février 2011, il débute avec l'équipe première dans la Ligue continentale de hockey face au Dinamo Riga. Avec la Krasnaïa Armia, il décroche la Coupe Kharlamov 2011 en battant en finale les tenants du titre, les Stalnye Lissy, équipe réserve du Metallourg Magnitogorsk, quatre victoires à zéro.
Le 17 mai 2018, il signe un contrat d'un an avec les Maple Leafs de Toronto dans la  Ligue nationale de hockey. 
Le 3 octobre 2018, il joue son premier match dans la LNH face aux Canadiens de Montréal. Il marque son premier point, une assistance, face aux Blue Jackets de Columbus, le 23 novembre 2018. Le 26 novembre, il marque son premier but face aux Bruins de Boston.
Le 17 mai 2019, après une seule saison en Amérique du Nord, il décide de retourner en Russie et s'entend avec le Ak Bars Kazan pour 2 ans.

### Carrière internationale
Il représente la Russie au niveau international. Il prend part aux sélections jeunes.

## Statistiques

### En club
| Saison    | Équipe                 | Ligue |                   | Saison régulière  | Saison régulière  | Saison régulière  | Saison régulière  | Saison régulière |   | Séries éliminatoires | Séries éliminatoires | Séries éliminatoires | Séries éliminatoires | Séries éliminatoires |
| Saison    | Équipe                 | Ligue | PJ                | B                 | A                 | Pts               | Pun               | PJ               | B | A                    | Pts                  | Pun                  |                      |                      |
| 2009-2010 | Krasnaïa Armia         | MHL   | 63                | 3                 | 8                 | 11                | 167               | 5                | 0 | 1                    | 1                    | 4                    |                      |                      |
| 2010-2011 | Krasnaïa Armia         | MHL   | 48                | 4                 | 14                | 18                | 129               | 16               | 0 | 4                    | 4                    | 22                   |                      |                      |
| 2010-2011 | HK CSKA Moscou         | KHL   | 2                 | 0                 | 0                 | 0                 | 0                 | -                | - | -                    | -                    | -                    |                      |                      |
| 2011-2012 | HK CSKA Moscou         | KHL   | 7                 | 2                 | 0                 | 2                 | 2                 | -                | - | -                    | -                    | -                    |                      |                      |
| 2011-2012 | Krasnaïa Armia         | MHL   | 35                | 9                 | 18                | 27                | 48                | -                | - | -                    | -                    | -                    |                      |                      |
| 2012-2013 | Amour Khabarovsk       | KHL   | 49                | 3                 | 12                | 15                | 32                | -                | - | -                    | -                    | -                    |                      |                      |
| 2012-2013 | HK CSKA Moscou         | KHL   | 4                 | 0                 | 1                 | 1                 | 2                 | 6                | 1 | 0                    | 1                    | 0                    |                      |                      |
| 2013-2014 | Sibir Novossibirsk     | KHL   | 52                | 1                 | 5                 | 6                 | 34                | 10               | 1 | 2                    | 3                    | 6                    |                      |                      |
| 2014-2015 | Sibir Novossibirsk     | KHL   | 59                | 8                 | 13                | 21                | 62                | 16               | 2 | 3                    | 5                    | 10                   |                      |                      |
| 2015-2016 | HK CSKA Moscou         | KHL   | 50                | 5                 | 11                | 16                | 36                | 11               | 3 | 2                    | 5                    | 2                    |                      |                      |
| 2016-2017 | HK CSKA Moscou         | KHL   | 50                | 8                 | 14                | 22                | 61                | 9                | 0 | 1                    | 1                    | 0                    |                      |                      |
| 2017-2018 | HK CSKA Moscou         | KHL   | 42                | 2                 | 7                 | 9                 | 12                | 5                | 0 | 0                    | 0                    | 2                    |                      |                      |
| 2018-2019 | Maple Leafs de Toronto | LNH   | 53                | 3                 | 4                 | 7                 | 14                | -                | - | -                    | -                    | -                    |                      |                      |
| 2019-2020 | Ak Bars Kazan          | KHL   | 19                | 1                 | 7                 | 8                 | 12                | -                | - | -                    | -                    | -                    |                      |                      |
| 2019-2020 | SKA Saint-Pétersbourg  | KHL   | 35                | 2                 | 10                | 12                | 16                | 4                | 0 | 2                    | 2                    | 2                    |                      |                      |
| 2020-2021 | SKA Saint-Pétersbourg  | KHL   | 54                | 7                 | 22                | 29                | 18                | 16               | 3 | 4                    | 7                    | 4                    |                      |                      |
| 2021-2022 | SKA Saint-Pétersbourg  | KHL   | 25                | 3                 | 7                 | 10                | 8                 | 13               | 3 | 3                    | 6                    | 8                    |                      |                      |
| 2022-2023 | SKA Saint-Pétersbourg  | KHL   | 62                | 11                | 26                | 37                | 24                | 15               | 2 | 5                    | 7                    | 10                   |                      |                      |
| 2023-2024 | HK Dinamo Moscou       | KHL   | 66                | 6                 | 19                | 25                | 28                | 10               | 0 | 2                    | 2                    | 2                    |                      |                      |
| 2024-2025 | HK Dinamo Moscou       | KHL   | Saison en cours ? | Saison en cours ? | Saison en cours ? | Saison en cours ? | Saison en cours ? |                  |   |                      |                      |                      |                      |                      |

### En équipe nationale
| Année | Équipe                       | Compétition                 |   | PJ | B | A | Pts | Pun | +/-               |  | Résultat |
| 2012  | Russie U20                   | Championnat du monde junior | 7 | 1  | 0 | 1 | 4   | +3  | Médaille d'argent |  |          |
| 2021  | ROC (Comité olympique russe) | Championnat du monde        | 8 | 0  | 2 | 2 | 0   | -1  | Cinquième place   |  |          |